# Titularbistum Cyme
Cyme (italienisch: Cime) ist ein Titularbistum der römisch-katholischen Kirche.
Es geht zurück auf einen untergegangenen Bischofssitz in der antiken Stadt Kyme in der kleinasiatischen Landschaft Äolien (heute westliche Türkei). Der Bischofssitz gehörte der Kirchenprovinz Ephesus an.
| Titularbischöfe von Cyme |                            |                                                                             |                    |                 |
| Nr.                      | Name                       | Amt                                                                         | von                | bis             |
| 1                        | Orazio Mazzella            | Weihbischof in Bari-Canosa (Italien)                                        | 11. Februar 1896   | 24. März 1898   |
| 2                        | Giuseppe Cigliano          | Weihbischof in Neapel (Italien)                                             | 28. September 1898 |                 |
| 3                        | Kálmán Kránitz             | Weihbischof in Veszprém (Ungarn)                                            | 15. April 1907     | 12. Juli 1935   |
| 4                        | Peter Leo Ireton           | Koadjutorbischof von Richmond (USA)                                         | 3. August 1935     | 14. April 1945  |
| 5                        | James Donald Scanlan       | Koadjutorbischof von Dunkeld (Großbritannien)                               | 27. April 1946     | 31. Mai 1949    |
| 6                        | Urbain-Marie Person OFMCap | Apostolischer Vikar von Harar Apostolischer Präfekt von Hosanna (Äthiopien) | 3. Juli 1955       | 9. Februar 1994 |